# Szendrőlád
Szendrőlád is een plaats (község) en gemeente in het Hongaarse comitaat Borsod-Abaúj-Zemplén. Szendrőlád telt 1832 inwoners (2001).